# Le Pradet
Le Pradet település Franciaországban, Var megyében. Lakosainak száma 10 582 fő (2022. január 1.). Le Pradet Carqueiranne és La Garde községekkel határos.

## Népesség
A település népességének változása:
| Lakosok száma | 11 074 | 10 217 | 10 233 | 10 249 | 10 265 | 10 277 | 10 496 | 10 728 | 10 582 |
|               | 2013   | 2015   | 2016   | 2017   | 2018   | 2019   | 2020   | 2021   | 2022   |